# Acanthonotozoma monodentatum
Acanthonotozoma monodentatum är en kräftdjursart som beskrevs av Kudrjaschov 1965. Acanthonotozoma monodentatum ingår i släktet Acanthonotozoma och familjen Iphimediidae. Inga underarter finns listade i Catalogue of Life.